# ويلان سيبريان
ويلان سيبريان (بالفرنسية: Wylan Cyprien)‏ (28 يناير 1995 لزابيم فرنسا - ) هو لاعب كرة قدم فرنسي، يلعب كلاعب وسط.

## وصلات خارجية
ويلان سيبريان على موقع قاعدة بيانات كرة القدم.إي يو (الإنجليزية)
- ويلان سيبريان على موقع ليكيب (الفرنسية)
- ويلان سيبريان على موقع Soccerway.com (الإنجليزية)
- ويلان سيبريان على موقع عالم كرة القدم.نت (الإنجليزية)
- ويلان سيبريان على موقع AS.com (الإسبانية)